# Peu de secondes pour dire amen
Pour plus de détails, voir Fiche technique et Distribution.
Peu de secondes pour dire amen (Condenados a vivir) est un western spaghetti espagnol réalisé par Joaquín Luis Romero Marchent, sorti en 1972.

## Synopsis
Sur le chemin de la prison, un wagon de prisonniers, escorté à travers les montagnes par une troupe de cavalerie, est attaqué par un gang de bandits. Seuls un sergent, sa jeune et jolie fille et un groupe de sept prisonniers sadiques survivent à l'attaque. L'officier doit trouver un moyen d'amener ses prisonniers à leur destination tout en protégeant sa fille et en faisant attention aux bandits qui les poursuivent. De plus, il doit déterminer lequel des prisonniers fut l'homme qui viola et tua sa femme...

## Fiche technique
- Titre français : Peu de secondes pour dire amen[1]
- Titre original espagnol : Condenados a vivir
- Réalisation : Joaquín Luis Romero Marchent
- Scénario : Santiago Moncada, Joaquín Romero Hernández et Joaquín Luis Romero Marchent
- Société de production : Films Triunfo S.A.
- Musique : Carmelo A. Bernaola
- Photographie : Luis Cuadrado
- Montage : Mercedes Alonso
- Costumes : León Revuelta
- Pays d'origine :  Espagne
- Format : Couleurs - 1,85:1 - Mono - 35 mm
- Genre : Thriller et western
- Durée : 90 minutes
- Dates de sortie : 
  - Espagne : 10 juillet 1972
  - France : 18 janvier 1973[1]

## Distribution
- Claudio Undari (sous le pseudo de Robert Hundar): le sergent Brown
- Emma Cohen : Sarah Brown
- Alberto Dalbes : Thomas Lawrence
- Xan das Bolas : Buddy
- Antonio Iranzo
- Manuel Tejada
- Ricardo Díaz
- José Manuel Martín

## Autour du film
- Le tournage s'est déroulé à Huesca, en Espagne.
- Le film est restauré par la Filmoteca Española et présenté au Festival Lumière 2022.
- Il existe 2 versions du film, l'une pour le marché domestique et l'autre plus gore pour le marché international.
- Le film a grandement inspiré Quentin Tarantino pour le film Les Huit salopards